# Armia Hesji-Kassel

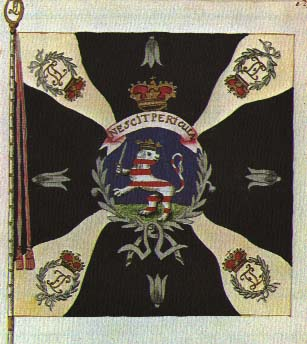
Sztandar Pułku Fizylierów von Knyphausena z 1783

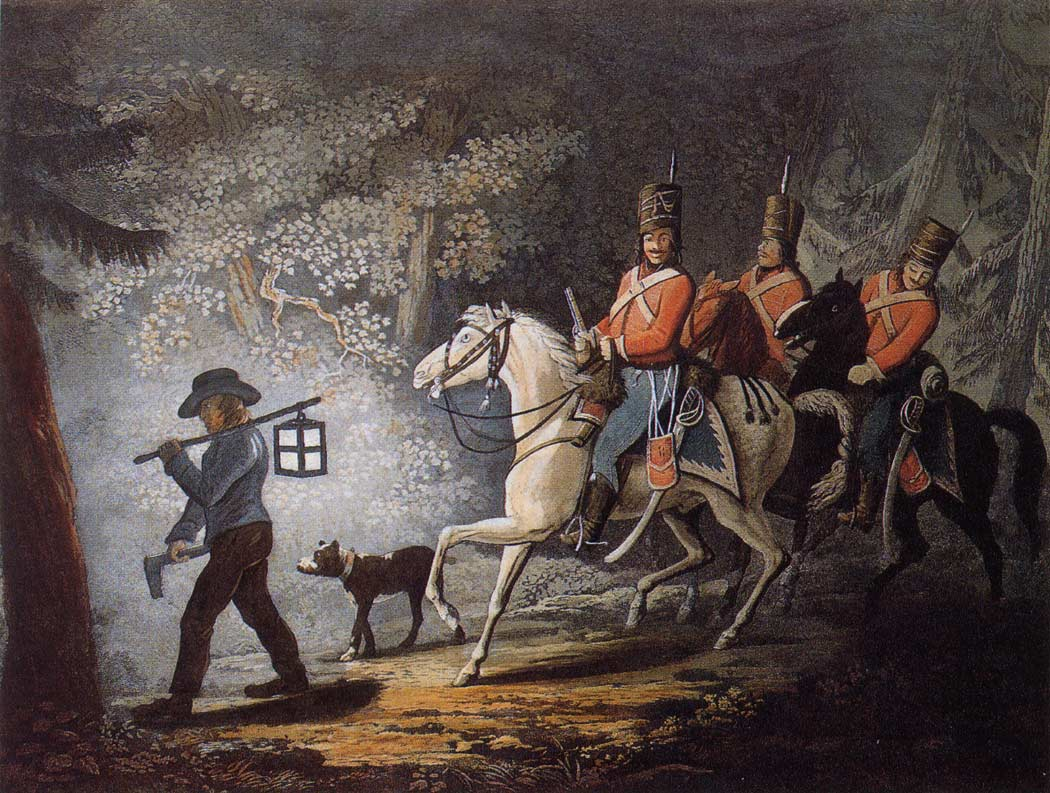
Hescy żołnierze w Ameryce

Armia Hesji-Kassel – siły zbrojne landgrafstwa Hesji-Kassel. Od końca XVII po cały XVIII wiek wykorzystywane w charakterze wojsk najemnych wynajmowanych przez landgrafstwo innym państwom. Hesja-Kassel jako małe państwo niemieckie liczące ok. 300 000 mieszkańców utrzymywało w tym celu stosunkowo dużą armię w sile 40 000 żołnierzy.

## Osiemnastowieczne niemieckie armie najemne

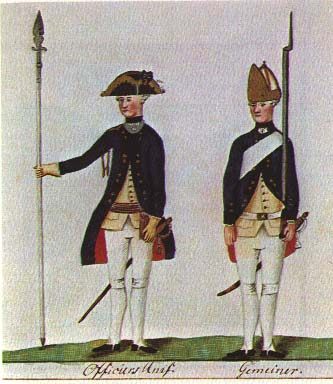
Pułk Fizylierów von Knyphausen w 1783 – oficer i szeregowiec

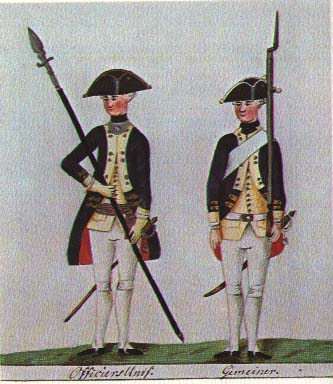
Pułk Muszkieterów von Donop w 1783 – oficer i szeregowiec

Chociaż w XVII i XVIII wieku często spotykaną praktyką wśród ówczesnych monarchów było wypożyczanie swych oddziałów wojskowych, to jednak szczególnie zasłynęli na tym polu landgrafowie Hesji-Kassel, którzy wyjątkowo często w zamian za pieniądze wypożyczali swoje kontyngenty wojskowe innym państwom.
Najbardziej znany jest fakt wypożyczenia znakomicie wyposażonych i wyszkolonych wojsk heskich przez landgrafa Fryderyka II swemu siostrzeńcowi, królowi Wielkiej Brytanii Jerzemu III, by pomogły przywrócić do posłuszeństwa amerykańskie kolonie podczas amerykańskiej wojny o niepodległość. Uzyskane z tego tytułu pokaźne środki finansowe Fryderyk użył do utrzymania swego dworu i prace budowlane w państwie. Dzięki handlowi żołnierzami był jednym z najbogatszych niemieckich książąt.

## 1687-1775
W roku 1687 Karol I Heski pożyczył Wenecjanom tysiąc żołnierzy do walk przeciw Turcji. W 1702 roku Wielka Brytania i Holandia wypożyczyły łącznie 9.000 żołnierzy. W 1706 roku, 11 000 Hesów walczyło we Włoszech przeciw Francuzom. Z wszystkich państw zatrudniających armię najemną Wielka Brytania zawsze była najlepszym klientem.
W 1743 roku (wojna o sukcesję austriacką) Hesi walczyli po obydwu stronach frontu; w armii króla Wielkiej Brytanii Jerzego II i walczącego przeciw Brytyjczykom bawarskiego władcy Karola, który nosił tytuł cesarza Karola VII. W 1745 roku odmówili walki przeciw Jakobitom, ponieważ nie uzgodniono dostatecznie warunków wymiany jeńców.
Gdy w 1756 roku wybuchła wojna siedmioletnia landgraf Wilhelm VIII Heski poparł Prusy i Wielką Brytanię. Księstwo Hessen-Kassel stało się też polem bitwy i jej terytorium było kilkakrotnie okupowane przez Francję.

## 1775-1783
W 1775 roku, gdy wybuchł zatarg Londynu z amerykańskimi kolonistami, Wielka Brytania wypożyczyła 16 992 heskich żołnierzy. Odpowiednia umowa została zawarta 15 stycznia 1776. Była dość korzystna dla Hesji-Kassel. Król brytyjski zawiązał oficjalny sojusz obronny z tym państwem, a Hesi zachowali własne dowództwo, generałów i komendę w języku niemieckim.

### Kontrowersje w Niemczech
Na przełomie 1775/1776 roku proceder wywołał po raz pierwszy krytykę w całych Niemczech, tym bardziej, że żołnierzy do armii czasem po prostu brutalnie porywano. Pokusa stosowania takich drastycznych środków była duża, ponieważ użyczanie najemników było bardzo popłatne. Nie dotyczyło to jedynie armii Hesji-Kassel, choć była ona największa z wynajmowanych armii Europy, lecz m.in. również demokratycznej Szwajcarii.
Przeciw rekordowo wielkiemu przymusowemu werbunkowi najemników (dla Jerzego III) przez Hesję-Kassel, Księstwo Brunszwik-Lüneburg, Księstwo Ansbach i Księstwo Anhalt-Zerbst w okresie 1775-1777 wystąpiło wielu niemieckich pisarzy, takich jak: Johann Gottfried Seume, Johann Pezzl, Maximilian Klinger i Andreas Gearg Rebmann.

### Przeprawa do Ameryki
W lutym 1776 roku Fryderyk II Heski przeprowadził inspekcję pierwszej fali oddziałów mających zostać wysłanymi do Ameryki. Inspekcja miała miejsce w asyście wielkiego tłumu cywilów, co bardzo poprawiło morale żołnierzy. Podróż rozpoczęła się dopiero 29 lutego. Regiment, którym dowodził płk. Minnigerode i kilka innych pułków pomaszerowały w kierunku Bremy, gdzie armię obserwował tłum gapiów. Zaokrętowanie I heskiej dywizji odbyło się, po ostatnim przeglądzie oddziałów, w porcie Bremerlehe (dziś: Bremerhaven) w dniach od 15 do 23 kwietnia 1776.
Kwatery na statkach były bardzo zatłoczone. Żołnierze mieli materace, poduszki z wełnianą poszewką, drewniane łyżki i żelazne kubki. W niedziele żołnierze otrzymywali porcję groszku i boczku (2 kg na 6 ludzi), masło, ser i po 2 kg mięsa na osobę każdego dnia z wyj. niedzieli. Co szósty dzień żołnierze dostawali cztery małe kubki piwa i kubek rumu, wraz ze zwiększoną racją chleba i sera.
27 kwietnia flota 44 statków z Hesami osiągnęła Portsmouth w Anglii, gdzie brytyjscy żołnierze urządzili heskim serdeczne powitanie.
28 kwietnia odprawiono nabożeństwo. Każdy żołnierz miał modlitewnik. Dnia 6 maja ogromna brytyjska flota 150 statków z 12.500 Hesami opuściła Portsmouth. Flocie towarzyszyły zbrojne fregaty. Podróż była niewygodna i długa.
17 sierpnia flota dotarła do Sandy Hook przy porcie Nowego Jorku. W podróży stracono tylko 12 ludzi, ale wielu cierpiało na szkorbut. Niemców przyjęto z entuzjazmem.

### Hescy żołnierze w opinii Amerykanów i Anglików

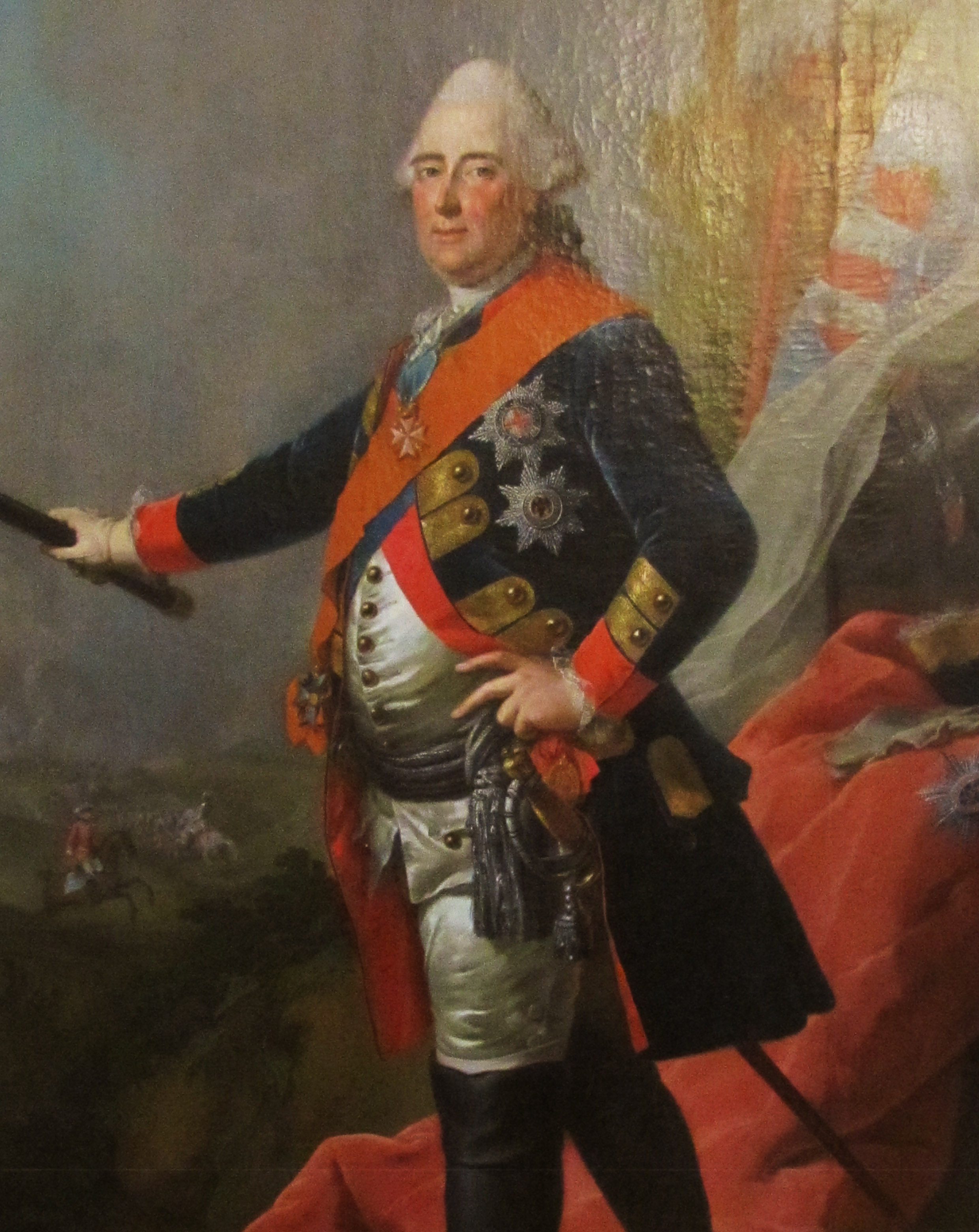
Fryderyk II Heski

Ponieważ 16 992 z wszystkich 30 067 żołnierzy pochodziło z Hesji-Kassel, brytyjscy generałowie nazywali wszystkie niemieckie oddziały pomocnicze Hesami („Hessians”).
W sumie landgraf Fryderyk II Heski wysłał do Ameryki w 1776 roku 4 bataliony grenadierów, 15 batalionów piechoty, 2 kompanie jegrów i 3 kompanie wojsk artyleryjskich. Jego syn i następca, ówczesny hrabia Hanau Wilhelm I i landgraf od 1785 roku, również wysłał w 1776 kilka kompanii. Żołnierze mieli zazwyczaj błękitne lub niebieskie mundury z wyjątkiem jegrów, którzy mieli je zielone.
Hesi byli uzbrojeni zwykle w gładkolufowe muszkiety. Heska artyleria używała 3-funtowych dział. Regimenty liczyły początkowo po 500–600 ludzi. W dalszej fazie wojny tylko 300–400 ludzi.
Według opinii brytyjskiego porucznika o heskich żołnierzach z 23 marca 1778 żołnierze hescy byli bitni i świetnie wyszkoleni, lecz zbyt mało mobilni, jak na warunki amerykańskie. Hesi byli doskonali w ataku na bagnety, które mieli przytwierdzone do muszkietów. Ich ataki wywoływały panikę wśród kolonistów z Armii Kontynentalnej.
W amerykańskiej historiografii zakorzeniły się opowieści o okrucieństwie Hesów, najprawdopodobniej rozpowszechniane przez kolonistów, którzy wymyślali je, by przekonać niezdecydowanych o wzięciu broni do rąk.
Amerykanie próbowali wpłynąć na Hesów stosując odpowiednią propagandę. Próbowano namawiać ich by dezerterowali i dołączyli do dużej już wówczas niemieckiej społeczności w Ameryce. W tym celu zostawiano specjalne ulotki. Jedna z nich zawierała obietnicę 50 akrów (0,2 km²) ziemi dla każdego dezertera. W sierpniu 1777 pojawił się list satyryczny The Sale of the Hessians („Sprzedaż Hesów”), którego nieznany autor przekonywał, że dowódcę heskiego cieszy bardziej śmierć niż życie jego żołnierzy. W 1874 John Bigelow przetłumaczył list z francuskiego na angielski i zasugerował, że jego autorem mógł być Benjamin Franklin.

### Działania w Ameryce
Bitwa pod Lexington i Concord, pierwsza bitwa amerykańskiej wojny o niepodległość, rozegrała się 19 kwietnia 1775 roku, jeszcze bez udziału Hesów.

#### 1776
Tuż po wylądowaniu w Nowym Jorku Hesi musieli usunąć wszystkie srebrne ozdoby z mundurów, jak to uczynili wcześniej Brytyjczycy, by nie stanowić zbyt łatwego celu dla amerykańskich strzelców wyborowych.
Dnia 22 sierpnia brytyjsko-heska armia została załadowana na statki, a 24 tego miesiąca o 10:00, 22 tys. żołnierzy wylądowało na Long Island i podjęło marsz przez New Utrecht do Flatbush. W Bitwie pod Long Island (27 VIII) 10 000 Amerykanów zostało pobitych i cofnęło się ku Brooklyn Heights tracąc 1400 ludzi. Armia brytyjsko-heska straciła tylko 375.
15 września Brytyjczycy idąc z Long Island, przekroczyli East River i zniszczyli amerykańskie siły pod Kip’s Bay (obecna 34th Street). George Washington wycofał się na północno-zachodni Manhattan (dziś znajduje się tam Columbia University). Pewna grupa brytyjsko-heska szturmowała bez powodzenia wzgórza Harlemu (Bitwa na wzgórzach Harlemu).
12 października 1776 gen. William Howe nie zdołał przekroczyć mostu na cieśninie Long Island. 18 października (Bitwa pod Pell's Point) Howe próbował zaatakować pod Pelham (Nowy Jork). Amerykanie opóźniali jego marsz wycofując się w stronę White Plains. 27 października Brytyjczycy zaatakowali Fort Washington i doznali (zwłaszcza Hesi) ciężkich strat.
Bitwa pod White Plains (poniedziałek, 28 X 1776), (dziś hrabstwo Westchester) przyniosła zwycięstwo armii brytyjsko-heskiej. Szczególnie spisali się grenadierzy hescy na prawym skrzydle. Około godziny 18:00 armia Washingtona wpadła w panikę i zaczęła uciekać, trudny teren uniemożliwił zwycięską pogoń. Washington zbudował wiec nowe umocnienia. Heski kapitan Ewald z kompanii strzelców (Jäger) oceniał straty na 1.000 żołnierzy. Amerykanie mieli podobnie.
6 listopada III kolumna grenadierów heskich sformowała straż chroniącą armie przed wypadami amerykańskimi. 9/10 listopada Washington schronił swe wojska za rzeką Croton, a z częścią armii przekroczył też rzekę Hudson wchodząc do płn-zachodniego New Jersey. 12 listopada brytyjsko-heska armia wycofała się do Van Cortlandt Manor, 16/17 listopada 1776 podeszła pod Fort Washington. Po stracie ok. 450 ludzi Amerykanie w liczbie 2800 wojska poddali fort. W szturmie rozstrzygającym brał udział żołnierz Nicolaus Schilling . W bitwie wyróżnił się heski dowódca Wilhelm von Knyphausen.
19 listopada hescy grenadierzy pomaszerowali do Phillipsburga nad rzeką Hudson (ich misja jest dziś niejasna). 20 listopada część armii brytyjsko-heskiej pod Lordem Cornwallis przekroczyła Hudson (łodziami płaskodennymi), by zaatakować Fort Lee, który został porzucony przez przestraszonych obrońców.
Armia dalej maszerowała od Bergen Point to Tappan (21 XI), New Bridge i Hackensack (23 XI) i rozłożyła obóz wokół ostatniego. Podeszła do Second River (25 XI) (Passaic-Acquackanonck), następnie (26 XI) obozowała w Newark (New Jersey). 29 listopada minęła Newark i Elizabethtown. Korpus płk. Carla von Donopa (z heskimi grenadierami) zajął Rahway nocą 30 listopada.
W dniach 1-5 grudnia cała armia maszerowała wzdłuż rzeki Raritan do stanu New Brunswick. Dnia następnego hescy grenadierzy biwakowali wzdłuż drogi. 8 grudnia armia powędrowała do Trenton pułkownik von Donop (z heskimi grenadierami) znalazł się na prawo od miasta. Dnia następnego Donop i 300 Grenadierów dotarło do Burlington (5 godzin od Trenton nad rzeką Delaware, gdzie znajdował się prom do Filadelfii.
14 grudnia płk. Rall zajął Trenton. 26 grudnia 1776 Washington i jego armia przekroczyły rzekę Delaware zaskakując trzy regimenty heskie pod Trenton (New Jersey). Płk. Rall zginął w ataku, dowodząc trzema regimentami.
Do Kassel dotarła fałszywa wiadomość od wzięciu do niewoli 8.000 Hesów, co wywołało panikę w stolicy Hesji-Kassel. Tylko 800 miało uciec. W rzeczywistości pod Trenton wzięto tylko 900 jeńców). Heskie bataliony Von Minnigerode i Von Linsing i Jaegerzy byli wtedy w Bordentown.

#### 1777
2 stycznia 1777 płk. Donop z grenadierami i Jaegerami i lekką piechotą był w Maidenhead. Niedługo potem Lord Cornwallis przybył z całą armią. Wieczorem armia wyruszyła do Trenton. Batalion Von Minnigerode wraz z resztą rozbitego oddziału zajął pozycję na miejscowym wzgórzu widząc drogę z Allentown do Trenton. Washington stał za Assunpink w Trenton.
3 stycznia Brytyjczycy i Hesi dowiedzieli się o wymarszu Washingtona i po kanonadzie wyruszyły szybko do Princeton. Bitwa pod Princeton zakończyła się zwycięstwem Washingtona. Od 1 do 14 lutego Washington miał kwaterę główną w Morristown (New Jersey).
Okres 15 II-13 VI to potyczki wokół Bound Brook; w Princeton, Rahway, Westfield, Quibbletown, i Amboy. 13 kwietnia rozegrała się Bitwa pod Bound Brook, zakończona zwycięstwem Hesów i Brytyjczyków.
13 czerwca Brytyjczycy i Hesi opuścili Nowy Brunszwik i powędrowały ku rzece Millstone (Milestone). Grenadierzy hescy (trzy bataliony) zajęły pozycję w Hillsborough.
14 czerwca Brytyjczycy i Hesi założyli na planie kwadratu obóz między Millstone i Middlebush. Washington wysyłał grupy, by nękały tych, którzy dopiero rozbijali namioty. 22 czerwca amerykański dowódca zajął Quibbletown i Samptown. 23 czerwca Brytyjczycy i Hesi wyruszyli ku Amboy. 25 czerwca hescy grenadierzy zaatakowali Amerykanów atakiem na bagnety i zadali im znaczne straty, odzyskując trzy działa uprzednio stracone pod Trenton w grudniu 1776 poprzedniego roku.
26 czerwca 1777 20 ludzi zmarło z gorąca w marszu. Następnego dnia Brytyjczycy i Hesi wycofali się w dwóch kolumnach do Rahway, chronionego przez rzekę Rahway. 28 czerwca powrócili do Amboy. W nocy z 28 na 29 czerwca większość armii przekroczyła Prince’s Bay, podążając ku Staten Island. 30 czerwca cała armia obozowała przy przeprawie promowej w Billop.
W dniach 4-9 lipca 1777 batalion von Minnigerode i pozostałe 3 bataliony grenadierów załadowały się na prom w Decker’s Ferry, Cole’s Ferry, Simonsen’s Ferry i Reisen’s Ferry na Staten Island. 5 i 6 lipca odbyła się zwycięska dla armii brytyjsko-heskiej Bitwa o Fort Ticonderoga (1777).
20 lipca 1777 260 statków z 15 000 wojska brytyjsko-heskiego pod gen. wyruszyło ze Staten Island w Nowym Jorku i wylądowało w Turkey Point przejściu rzeki Elk River.
19 sierpnia rozegrała się Bitwa o Paulus Hook (Prowincja New Jersey) – skuteczna amerykańska szarża kawalerii.
W okresie 17 września-8 października 1777 Brytyjczycy i Hesi przegrali serie starć znaną jako Bitwa pod Saratogą. John Burgoyne musiał kapitulować. Około 2000 Brytyjczyków i 1900 Niemców zostało zamkniętych w Albemarle Barracks – obozie jenieckim w Charlottesville (stan Virginia), gdzie przebywali do 1781, a następnie zostali przeniesieni do Lancasteru (stan Pensylwania, gdzie spędzili jeszcze dwa lata do końca wojny w 1783.

#### 1778-1781
Pewna ilość Hesów brała udział w niemal każdej bitwie wojny z lat 1776-1783, lecz po 1777 roku byli używani głównie jako wojska garnizonowe.
Gdy w grudniu 1779 generał Henry Clinton (1738–1795) pożeglował z 8.500 ludźmi do Savannah, by dołączyć do Marca Prevosta, heski generał Wilhelm von Knyphausen (1716 – 1800) miał strzec miasta Nowy Jork. Nieco Hesów walczyło w kampanii południowej lat 1778–1780.
Po kapitulacji Yorktown (28 września-17 października 1781) do niewoli dostało się też wielu Hesów. W samej bitwie brały udział dwa heskie regimenty.

## Niemieckie jednostki wojskowe wamerykańskiej wojnie o niepodległość
| Kraj wypożyczający żołnierzy | Ilu wyjechało walczyć do Ameryki | Ilu nie powróciło |
| ---------------------------- | -------------------------------- | ----------------- |
| Hesja-Kassel                 | 16 992                           | 6500              |
| Hesja-Hanau                  | 2422                             | 981               |
| Brunszwik-Lüneburg           | 5723                             | 3015              |
| Ansbach-Bayreuth             | 2553                             | 1178              |
| Anhalt-Zerbst                | 1152                             | 168               |
| Waldeck                      | 1225                             | 720               |

Księstwo Anhalt-Zerbst
- „von Rauschenplatt” Pułk księżnej Anhaltu
- „von Nuppenau” kompania strzelców.

Księstwo Ansbach-Bayreuth
- I Pułk Ansbach-Bayreuth (potem znany jako Pułk von Volt; 1 batalion Anspach)
- II Pułk Ansbach-Bayreuth (potem znany jako Pułk Seybothen; 2 batalion Anspach)
- Anspach Jäger

Księstwo Brunszwik-Lüneburg
- Pułk Dragonów Prinz Ludwig Ernst
- Pułk Grenadierów Breymann
- Pułk Lekkiej Piechoty von Barner
- Pułk Muszkieterów Riedesel
- Pułk Muszkieterów Specht
- Pułk Prinz Friedrich
- Pułk von Rhetz
- kombinowany Pułk von Ehrenkrook
- kombinowany Pułk von Barner

Hesja-Kassel
- Chasseurs
- kombinowany Pułk von Loos
- Pułk Fizylierów von Ditfurth

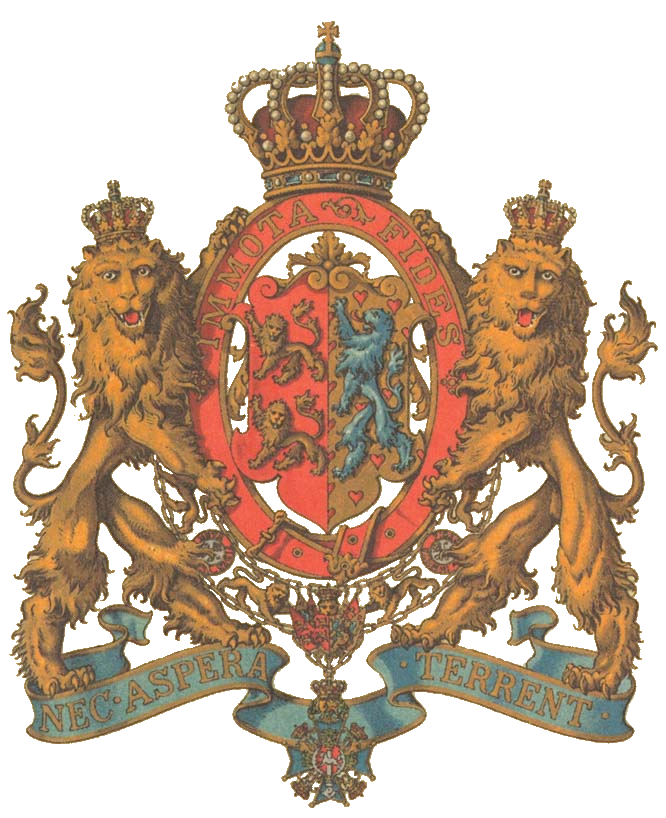
Herb książąt Brunszwiku i Lüneburga

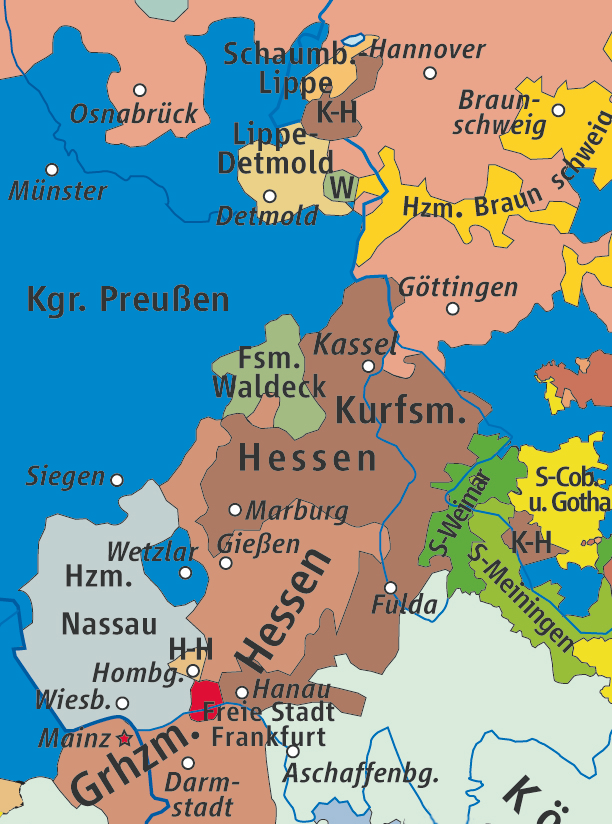
Mapa Hesji-Kassel

- Pułk Fizylierów Erbprinz (potem Pułk Muszkieterów Księcia Fryderyka (1783))
- Pułk Fizylierów von Knyphausen
- Pułk Fizylierów von Lossburg
- Pułk Grenadierów von Rall (potem von Wolhwarth (1777); von Trümbach (1779); von d’Angelelli (1781))
  - 1 batalion grenadierów von Linsinge
  - 2 batalion grenadierów von Block (potem von Lengerke)
  - 3 batalion grenadierów von Minnigerode (potem von Lowenstein)
  - 4 batalion grenadierów von Koehler (potem von Graff; von Platte)
- Pułk garnizonowy von Bünau
- Pułk garnizonowy von Huyn (potem von Benning)
- Pułk garnizonowy von Stein (potem von Seitz; von Porbeck)
- Pułk garnizonowy von Wissenbach (potem von Knoblauch)

Herb Hanau

- korpus strzelców (Jäger) Hesji-Kassel
- Przyboczny Pułk Piechoty (potem Pułk Muszkieterów Erbprinz)
- Pułk Muszkieterów von Donop
- Pułk Muszkieterów von Trümbach (potem von Bose (1779))
- Pułk Muszkieterów von Mirbach (potem Jung von Lossburg (1780))
- Pułk Muszkieterów Prinz Carl
- Pułk Muszkieterów von Wutgenau (potem Landgraf (1777); Przyboczny Pułk Piechoty (1783))

Hanau
- kompania artylerii Pausch
- korpus strzelców (Jäger) Creuzbourga
- Freikorps Janecke’go
- Pułk Erbprinz

Waldeck
- 3 Pułk Waldeck

## Powrót lub osiedlenie się w USA
Razem w latach 1776-1782 zostało wysłanych 30 067 żołnierzy, z których 12 562 nie powróciło (7754 zginęło, a 4808 pozostało w Ameryce osiedlając się tam).
17 313 powróciło do Niemiec. Około 5000 osiedliło się w USA i Kanadzie, zazwyczaj żeniąc się z kobietami nie-niemieckiego pochodzenia. Niektórzy nie mogli nawet wrócić do Niemiec, ponieważ w niektórych przypadkach niechętnie na to patrzyli ich macierzyści dowódcy. Niektórzy byli bowiem heskimi bandytami, siłą wcielonymi do najemnej armii. Wielu zostało rzemieślnikami i farmerami. Liczba ich potomków dziś jest trudna do ustalenia.
W roku 1786 landgrafstwo Hesja-Kassel otrzymało od Wielkiej Brytanii 471 000 funtów tytułem odszkodowania za utraconych żołnierzy.

## 1798 – Irlandia
Wielu heskich najemników posłużyło rządowi brytyjskiemu do zdławienia powstania w Irlandii w roku 1798, które zorganizowała organizacja United Irishmen. Hesi wylądowali w porcie Cork. Brali udział w bitwach pod Vinegar Hill i Foulksmills, dopuszczając się brutalnych działań wobec ludności Wexford w roku 1798.

## Hescy najemnicy w amerykańskiej popkulturze
- W opowiadaniu z 1819 roku Washingtona Irvinga Legenda o Sennej Kotlinie (oryg. The Legend of Sleepy Hollow) występuje „jeździec bez głowy” zwany też „The Galloping Hessian” („Galopujący Hes”).
- W 1909 reżyser David Llewelyn Wark Griffith nakręcił film: The Hessian Renegades. Hesi są tam przedstawieni jako groźni brutale, którzy próbują złapać amerykańskiego żołnierza usiłującego dostarczyć ważny meldunek.
- W animacji Bunker Hill Bunny (królik Bugs) z 1950 występuje Sam Von Schmamm the Hessian.
- W grze komputerowej z 2006 roku Age of Empires III: The War Chiefs wiele scenariuszy polega na walce Armii Kontynentalnej z Hesami.